# Улица Лермонтова (Тбилиси)
Улица Лермонтова (груз. ლერმონტოვის ქუჩა) — улица в Тбилиси, в историческом районе Сололаки, от улицы Абесадзе до улицы Мачабели. Продолжением улицы является улица Лорткипанидзе (бывшая Нагорная).
Рекомендованный туристический маршрут по старому городу.

## История
Наметилась в 1840-е годы (Сололакская улица), ранее территорию у подножия горы Мтацминда занимали Сололакские сады. Застройка территории проходила в соответствии с утвержденными городскими властями планами, предопредилившими прямоугольное уличное членение.
Предположительно, в д. 2 на улице бывал М. Ю. Лермонтов во время своей службы на Кавказе (Нижегородский драгунский полк).
На улице располагалась (современный адрес — д. 8) 3-я Тифлисская мужская гимназия. Почётным попечителем гимназии был Иван Григорьевич Тамамшев.

## Достопримечательности

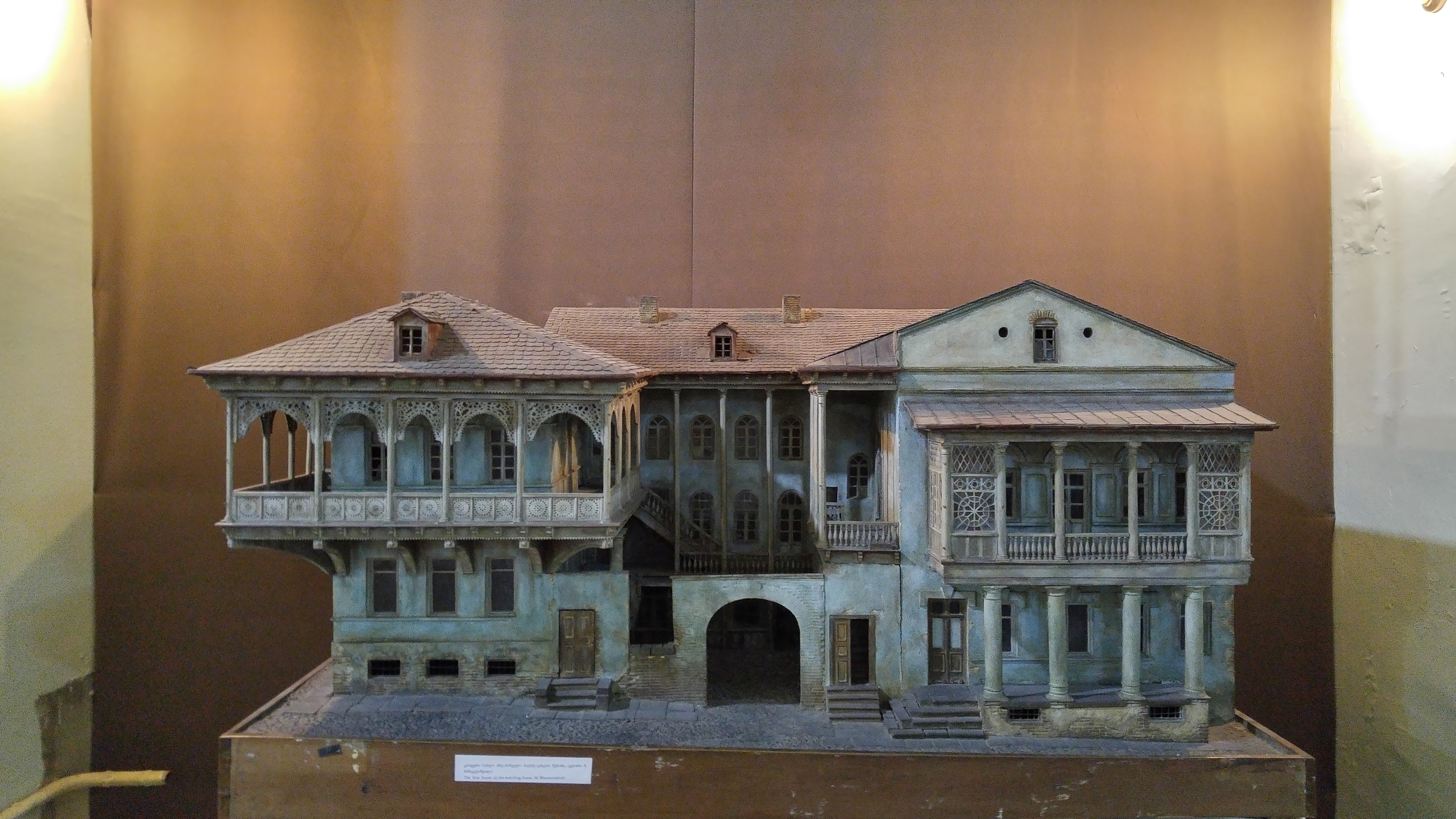
«Лермонтовский дом». Макет. Музей истории Тбилиси

- «Лермонтовский дом» (площадь Гудиашвили)[3]

- Скульптура «Влюбленные под зонтиком»[4]

## Известные жители
- д. 22 — меценат Исай Питоев[5]
- д. 23/12 — Звиад Гамсахурдиа[6]